# Jazmín Mendoza
Jazmín Lucero Mendoza Peralta (Asunción, 27 de mayo de 2002) es una jugadora de balonmano paraguaya que juega de extremo derecho en el Club Balonmano Atlético Guardés español y en la Selección paraguaya.

## Trayectoria

### De clubes
Criada en las escuelas del Nueva Estrella, comptió con el Cerro Porteño en 2021 y jugó con 19 años el Mundial de ese mismo año con Paraguay. También en 2021 cruzó el charco y llegó al equipo español de La Calzada avalada por la entrenadora paraguaya (y jugadora del conjunto gijonés) Marizza Faria. Con el conjunto asturiano debutó en la Liga Guerreras Iberdrola, con el que disputó 12 partidos y anotó 36 goles.
En el mercado de invierno de la temporada 2022/23 se fue al Cicar Lanzarote Ciudad de Arrecife, con el que renovó la temporada siguiente pero una lesión de rodilla le hizo perderse el final de temporada 2023/24, por lo que no pudo ayudar al conjunto lanzaroteño a disputar la fase de ascenso a División de Honor Élite.
En la temporada 2024/25 fichó por el Atlético Guardés, con el que consiguió el campeonato de la liga regular y renovó para la 2025/26.

#### Clubes
- 2013-19:  Nueva Estrella
- 2021:  Cerro Porteño
- 2021-22:  La Calzada
- 2022-24:  San José Obrero
- 2024- :  Atlético Guardés

### Con la selección
Con su selección fue medalla de plata en los Juegos Panamericanos junior de 2019, doble medalla de oro en el Sudamericano cadete (2015 y 2016), medalla de oro en el Sudamericano juvenil de 2018 y doble medalla de plata en el Sudamericano juvenil (2016 y 2017).
Con el equipo absoluto ha competido en Panamericano, el Sur y central, los juegos suramericanos, en el Centroamericano y el mundial de España en 2021 y en 2023.

## Premios y trofeos
- 1 x  Medalla de bronce en los Juegos Panamericanos (Santiago 2023)
- 2 x  Medalla de bronce en el Campeonato Sur y Centroamericano (Brasil 2018 y Paraguay 2021)
- 1 x  Medalla de plata en los Juego Suramericanos (Asunción 2022)
- 1 x  Medalla de oro en el Campeonato Centro Americano (Guatemala 2023)